# 篠崎屋
株式会社篠崎屋（しのざきや）は、埼玉県春日部市に本社を、埼玉県越谷市に本部を置く豆腐などの大豆加工食品を企画販売する企業である。
以前は生産も行うメーカーであったが、2011年に生産を全て外部委託し、以後は小売業となっている。

## 沿革
- 1987年 - 有限会社篠崎屋食品設立。
- 1995年 - 株式会社篠崎屋に改組。
- 2003年 - 東京証券取引所マザーズ上場。
- 2011年 - 工場（小山・水海道）における生産を全て外部に委託。
- 2015年 - 東京証券取引所第二部に市場変更。

## 三代目 茂蔵
篠崎屋が展開している豆腐店で、「さんだいめ しげぞう」と読む。首都圏を中心に60店舗（直営店、2014年9月現在）を展開している。

## 所在地
- 本社 - 〒344-0015 埼玉県春日部市赤沼870-1
- 本部 - 〒343-0041 埼玉県越谷市千間台西1-13-5
- 小山工場 - 栃木県小山市
- 水海道工場 - 茨城県常総市

## テレビ番組
- 日経スペシャル ガイアの夜明け 食料高を突破せよ～ニッポンの食は守れるか～（2008年6月10日、テレビ東京）[1] - 原材料高に立ち向かう姿を取材。